# الكسوف (فلم)
الكسوف ( بالفرنسية : "L'Éclisse" ) هو فيلم للمخرج الإيطالي مايكل أنجلو أنطونيوني صدر في سنة 1962. من بطولة الممثل الفرنسي آلان ديلون والإيطالية مونيكا فيتي.  يعتبر الفيلم الجزء الأخير من ثلاثية، وسبقه فيلم لافينتورا (1960) والليل (1961).
فازت الكسوف بجائزة لجنة التحكيم الخاصة في مهرجان كان السينمائي عام 1962 وتم ترشيحه لجائزة السعفة الذهبية .ووصف المخرج الكبير مارتن سكورسيزي فيلم الكسوف أنه أكثر فيلم من الثلاثية جرأة، وأنه أحد أكثر أعمال المخرج شهرة.

## بطولة
- مونيكا فيتي
- ألان ديلون
- فرانسيسكو رابال
- ليلا برينيوني

## وصلات خارجية
- مقالات تستعمل روابط فنية بلا صلة مع ويكي بيانات